# Padiglione sovietico

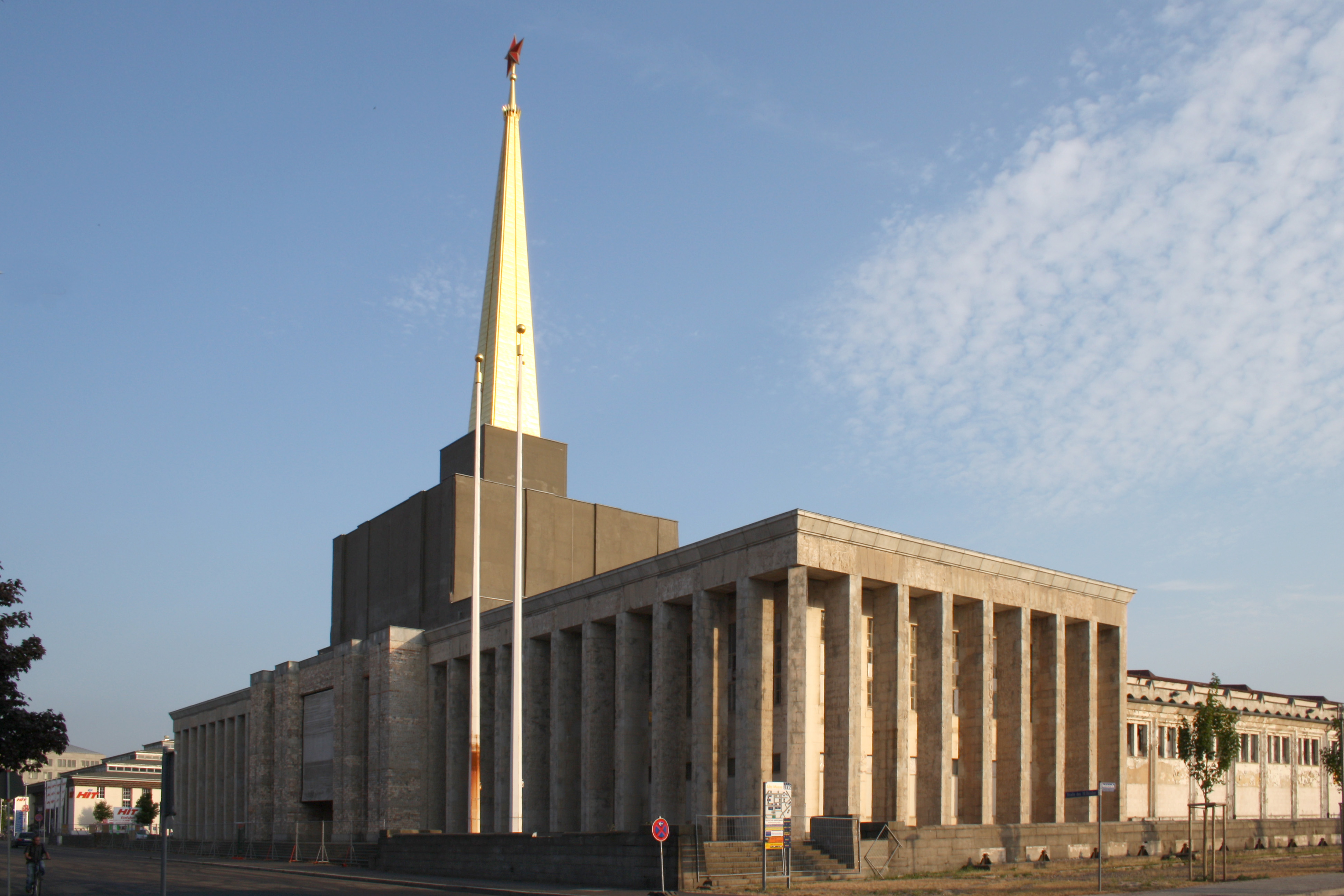
Ex-Padiglione sovietico 2010

Il Padiglione sovietico (in tedesco Sowjetischer Pavillon) a Lipsia era la sala espositiva dell'URSS sulla fiera di Lipsia negli anni della Repubblica Democratica Tedesca.

## Storia dell'edificio
L'edificio del padiglione era costruito nel 1923-1924 come sala espositiva col numero 9. Prima, il suo nome era l'Achilleion la cui sala espositiva veniva utilizzata anche come palazzo dello sport. Il complesso edilizio sorgeva sul sito del Alte Messe e fu gravemente danneggiato durante la seconda guerra mondiale. All'inizio degli anni Cinquanta fu riprogettato per diventare il Padiglione sovietico e a metà degli anni Cinquanta fu rinumerato in sala espositiva n 12. Dall'ottobre 2019, dopo una ristrutturazione, il restante edificio principale è utilizzato dall'Archivio della città di Lipsia.

### Fino la Seconda Guerra Mondiale
Nel 1913 Lipsia ospitò una Internationale Baufach-Ausstellung (Esposizione Internazionale dell'Edilizia, abbreviatio IBA). Dal 1920 una parte dei padiglioni allora costruiti venne utilizzata per la fiera tecnica, il cui successo rese presto necessaria la realizzazione di nuovi edifici. L'edificio, in seguito chiamato Achilleion, fu costruito tra il 1923 e il 1924 sull'ex quartiere fieristico come sala espositiva per i membri del Verein Deutscher Werkzeugmaschinenfabriken (Associazione delle fabbriche tedesche di macchine utensili, abbreviato VDW). Il complesso edilizio largo 81,5 metri e lungo 192 metri era costituito dall'edificio anteriore (portico) e dall'adiacente sala.
Il portico aveva un colonnato su tre lati e una struttura cubica centrale. Era rivestito con materiale in pietra artificiale e ospitava i locali amministrativi di rappresentanza della società fieristica ed espositiva. È stato progettato dall'architetto Oskar Pusch. L'architetto Carl Krämer e l'ufficio costruzioni della società fieristica ed espositiva progettarono la sala a tre navate con una navata centrale con volta a botte nella quale erano esposte grandi macchine.
Negli anni '20 furono costruiti nuovi impianti sportivi in molte città tedesche, ad esempio gli stadi di Amburgo, Norimberga, Francoforte sul Meno e Francoforte sull'Oder e le Westfalenhallen di Dortmund. Anche a Lipsia si voleva una sala, soprattutto per le gare ciclistiche, ma la città non riusciva a trovare i soldi. Infine l'Associazione dei costruttori di macchine utensili ha accettato di mettere a disposizione il proprio padiglione espositivo durante i mesi invernali, mentre l'associazione Sportplatz Leipzig si è fatta carico dei costi per la ristrutturazione degli interni. Nell'atrio sobrio e moderno gli architetti hanno fatto realizzare un antico portico. L'8 ottobre 1927 fu inaugurato il palazzetto dello sport per 8.000 spettatori con il nome “Achilleion”.
Il palazzo dello sport nel palazzetto delle esposizioni doveva essere una soluzione temporanea, ma rimase per molto tempo l'unico grande palazzetto dello sport di Lipsia. Il concetto del padiglione combinato con mostre ed eventi sportivi si è rivelato vincente e fu adottato anche 50 anni dopo, quando fu costruito il padiglione espositivo n 7.
L'Achilleion fu gravemente danneggiato dai raid aerei della Seconda Guerra Mondiale. 

### Gli anni come sala espositiva dell'URSS
L'Achilleion fu riaperto solo nel 1950 quando fu riconsacrato come padiglione fieristico dell'Unione Sovietica. Fino alla fine della RDT fungeva da padiglione espositivo dell'URSS e da punto di partenza per le visite fieristiche della direzione statale e del partito.
Nel 1951 l'architetto Walter Lucas fu incaricato di progettare una ristrutturazione completa del padiglione sovietico, che fu completata nell'autunno del 1952. La facciata e gli interni furono ridisegnati sulla base degli edifici dell'Esposizione delle conquiste dell'economia nazionale a Mosca.
Trasformando l'estremità della sala è stato creato un edificio intermedio con la Hall of fame. La lunghezza della sala espositiva è stata quindi ridotta a 125 metri. Nella facciata dell'edificio principale l'ingresso è stato ampliato ad arco a tutto sesto, i pilastri sono stati notevolmente allargati utilizzando sagome murali e rivestiti con piastrelle di ceramica di Meißen smaltate di bianco. Il portico ricevette anche una torre dalla sorprendente sommità dorata con una stella rossa sovietica alta circa 60 metri.
Nel 1977, l'utilizzatore della sala, l'Unione Sovietica, fece ridisegnare la facciata.

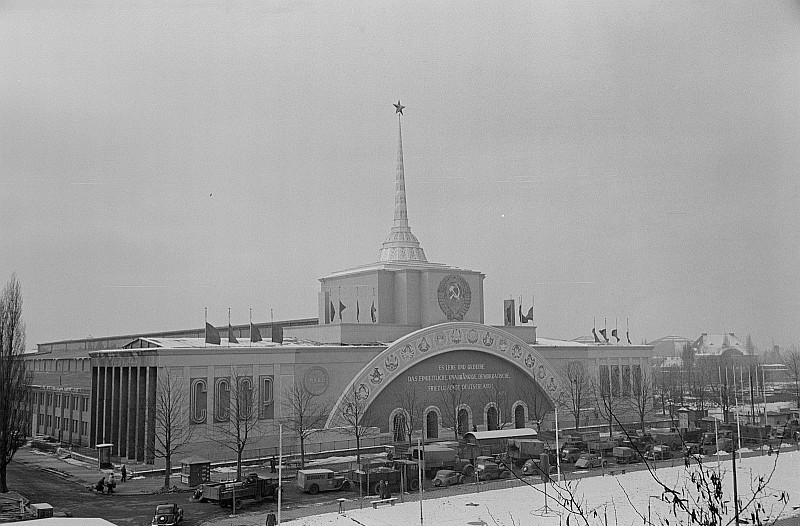
1951
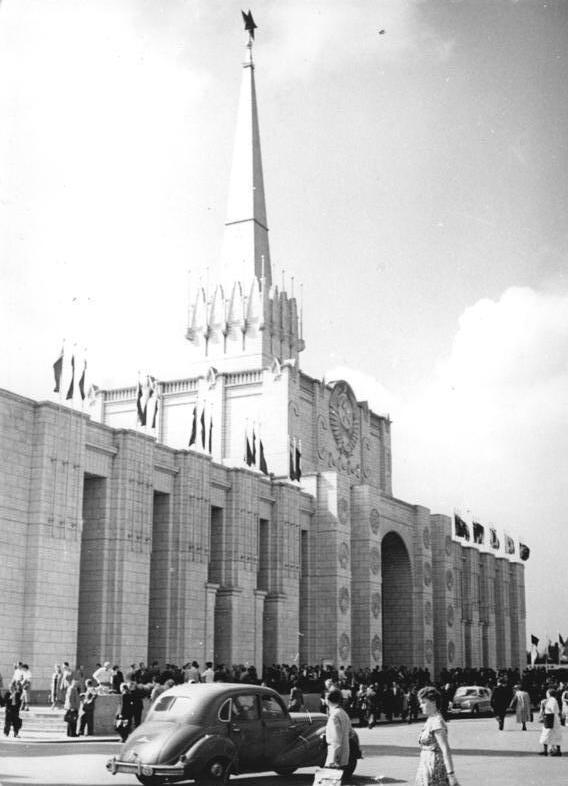
1954
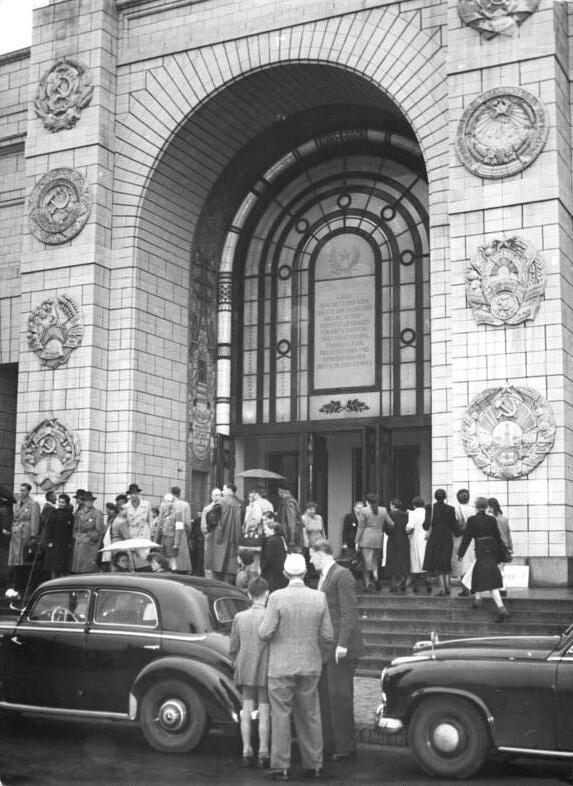
Congresso della Chiesa lutherana tedesca 1954
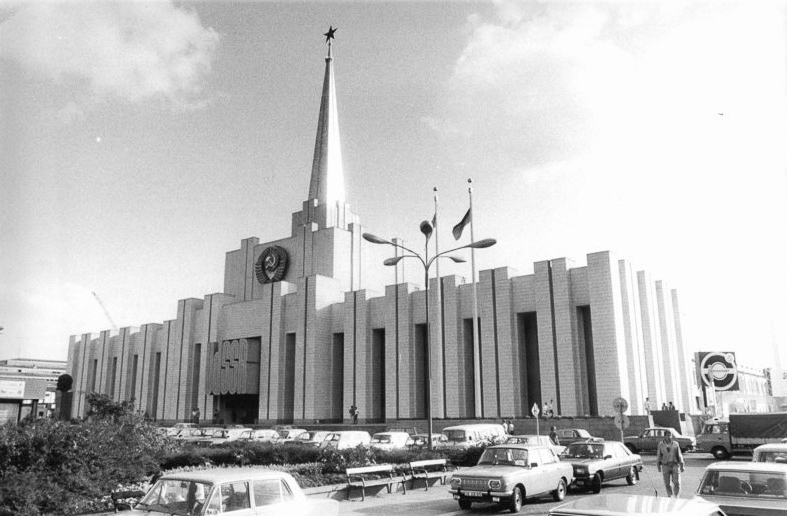
Fiera autunnale 1985

### Dopo la riunificazione tedesca
Nel 2003, la società municipale di sviluppo ha fatto rimuovere le piastrelle bianche per motivi di sicurezza. Il portico, come altri tre oggetti del Alte Messe', è sotto protezione dei beni culturali.
La prima pietra per la ristrutturazione e la trasformazione in archivio comunale è stata posta il 28 novembre 2016 e l'inaugurazione è avvenuta il 29 ottobre 2019. L'edificio intermedio è stato sostituito da un nuovo edificio con magazzini e uffici e i resti della sala espositiva smantellata, una sezione della navata centrale e le pareti esterne del portale sud saranno integrate in un nuovo edificio per depositi museali, uffici del Jugendamt municipale e un centro di innovazione.